# Kurt Hoppe (Politiker, 1936)

Kurt Hoppe bei einer rechtsextremen Kundgebung am 26. Juli 2003 in Meiningen.

Kurt Hoppe (* 1936) ist ein deutscher Parteifunktionär. Der aus Zella-Mehlis stammende Hoppe war Funktionär der Partei Die Republikaner und der DVU. Seit 2003 ist er Thüringer Landesvorsitzender der Deutschen Partei.
Nach seiner Mitgliedschaft in der DSU wurde Kurt Hoppe 1994 stellvertretender Landesvorsitzender und Präsidiumsmitglied der Republikaner und ist bis heute Mitglied im „Freundeskreis Franz Schönhuber“. Im Zuge der Auseinandersetzungen um den neuen Kurs des Bundesvorsitzenden Rolf Schlierer verließ er 1997 die Partei.
1998 trat er in die DVU ein und wurde ein Jahr später zum stellvertretenden Landesvorsitzenden gewählt und fungierte ebenso als Pressesprecher des Thüringer Landesverbandes. Aus der DVU trat er im März 2002 aus. Noch im selben Jahr fiel er durch Verbindungen zur Neonazi-Szene der NPD und der Freien Kameradschaften auf. Der Verfassungsschutz Thüringen urteilte: „Hoppe machte bereits in der Vergangenheit auf sich aufmerksam, als er für eine basisbezogene Zusammenarbeit rechtsextremistischer Parteien in Thüringen eintrat und auch so genannte freie nationalistische Kräfte in seine Arbeit einbeziehen wollte.“ So trat er beispielsweise am 2. Dezember 2000 als Redner auf einer von dem Kameradschaftsnetzwerk „Nationales und Soziales Aktionsbündnis Westthüringen“ (NSAW) organisierten Demonstration in Schmalkalden und am 28. April 2001 auf einer DVU-Veranstaltung zusammen mit Patrick Wieschke (NSAW) in Mosbach auf. Bei einer von Hoppe angemeldeten antiamerikanischen Demonstration unter dem Motto „Kein deutsches Blut für US-Interessen“ am 23. März 2002 in Erfurt, an der zahlreiche Neonazis wie André Kapke und Ralf Wohlleben teilnahmen, war der führende NSAW-Kader Marco Polzius Zweitanmelder. Auch gehörte Hoppe zu den Organisatoren der sogenannten „Süd-West-Thüringer Runden freier Nationalisten“, die insgesamt fünfmal in den Jahren von 2002 bis 2004 mit dem Ziel stattfanden, „alle ‚national gesinnten‘ Kräfte, rechtsextremistische Parteien, Kameradschaften und ‚Freie Kräfte‘ (...), miteinander zu verbinden, (um somit) die politischen Verhältnisse in der Bundesrepublik zu überwinden“. Ebenfalls gehört Hoppe zu den Veranstaltern einer jährlichen Veranstaltung zum Volkstrauertag am Grab „eines unbekannten Soldaten“ auf der Schmücke bei Oberhof, bei welcher sich jedes Jahr zwischen 20 und 60 Rechtsextremisten versammeln. Außerdem setzte sich Hoppe aktiv für die Sonneberger Rechtsrock-Band Sturmangriff ein und war bei der Gründung der Kameradschaft Zella-Mehlis zugegen.
Im März 2002 trat er aus der DVU aus, da er nach eigenem Bekunden durch die Spaltung der Fraktion im Landtag von Sachsen-Anhalt – hier hatte sich die FDVP aus der Hälfte der 16 Fraktionsmitglieder gebildet – keine Perspektive bei Wahlen mehr sah. Für die Folgezeit äußerte er selbst: „Ich betätigte mich als parteiungebundener ‚Nationaler‘, und mein Interesse galt der Zusammenführung der ‚Kameradschaften‘ und den verbliebenen Parteimitgliedern aus den einzelnen nationalen Parteien.“
2003 trat Hoppe der Deutschen Partei bei und wurde Vorsitzender des neu gegründeten Thüringer Landesverbandes. Die engen Beziehungen zu führenden Thüringer Neonazis setzte er weiter fort. Stellvertretender Landesvorsitzender und Pressesprecher der DP und Pressesprecher in Thüringen wurde Christian Bärthel, ein bekennender NPD-Anhänger und ehemaliges DVU-Mitglied mit Beziehungen zu Christian Worch und Gerd Ittner. Ein weiteres Vorstandsmitglied als Beisitzer war mit Michael Burkert einer der führenden Neonazis in Thüringen. Seither trat Hoppe auf zahlreichen Kundgebungen von Freien Kameradschaften und NPD als Redner auf, so z. B. auf dem „Dritten Thüringentag der nationalen Jugend“ in Saalfeld am 29. Mai 2004, am 5. Juni 2004 in Schleusingen mit Frank Schwerdt und Burkert sowie am 3. Juli 2004 in Gotha zusammen mit Wieschke, Schwerdt und Wohlleben.

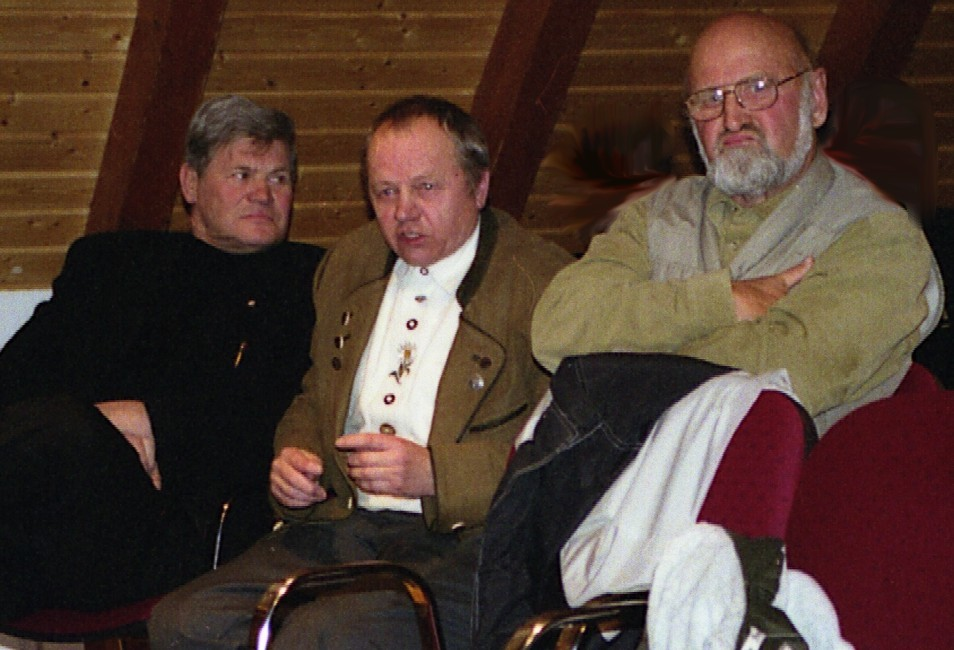
V. l. n. r.: Manfred Reich, Kurt Hoppe und Hans Perter Conrad bei einer Mobit-Veranstaltung 2002 in Zella-Mehlis

Politisch begleitet wurde Hoppe viele Jahre durch Manfred Reich, welcher sich im Jahr 2004 selbst als V-Mann des TLfV zu erkennen gab. Hierdurch gelangten zahlreiche Interna über die politische Betätigung Hoppes an die Öffentlichkeit.
Hoppe trat zur Bundestagswahl 2005 auf der Liste der NPD als Direktkandidat im Wahlkreis 198 (Suhl – Schmalkalden-Meiningen – Hildburghausen) an und erhielt 5779 Erststimmen (3,7 %) für sich sowie 5468 Zweitstimmen (3,5 %) für die NPD.
Auch zur Bundestagswahl 2009 trat Hoppe im Wahlkreis 21 (umfasst die Städte Suhl, Zella-Mehlis und Oberhof) für die NPD an.